# Florin Marin
Florin Marin (n. 19 mai 1953, București, România) este un antrenor român de fotbal, în prezent director tehnic la FC Voluntari. În cariera de fotbalist, Florin Marin a jucat pe postul de fundaș central. A strâns 281 meciuri și 3 de goluri în prima divizie, 9 partide în cupele europene și a cucerit ca jucător în două rânduri Cupa României. În prima parte a sezonului 2004-2005, a fost antrenor la divizionara secundă Ceahlăul. După o muncă ce a durat aproape 9 luni, Marin a renunțat la Ceahlăul pentru naționala de tineret.